# Golden Disk Awards
Die Golden Disk Awards (koreanisch 골든 디스크 어워드 RR goldeun diseukeu eowodeu) sind der wichtigste Musikpreis der K-Pop-Unterhaltungsindustrie Südkoreas. Laut der Nachrichtenagentur United Press International werden die Awards als „Korean Grammys“ bezeichnet.

## Geschichte
Der Award wurde erstmals im Jahr 1986 vergeben. Zu jener Zeit hieß er Korea Visual and Records Grand Prize Award (koreanisch 대한민국 영상음반대상 RR daehanmingug yeongsang gilog hangmog). Seinen heutigen Namen erhielt er 2001.
Ursprünglich eine ausschließlich südkoreanische Veranstaltung, wurde der Award 2012 in Osaka, Japan vergeben. Erneute internationale Vergaben erfolgten in Kuala Lumpur, Malaysia 2013 und in Peking, China 2015.
Wegen der COVID-19-Pandemie fand die 2021er-Ausgabe erstmals komplett ohne Publikum statt.

## Vergabe
Die Awards wurden ursprünglich im Dezember vergeben, 2012 wurde auf den Januar gewechselt und aus der ursprünglichen eintägigen Veranstaltung wurden zwei Tage. Es werden die erfolgreichsten Musiker des abgelaufenen Jahres ausgezeichnet, der begehrteste Preis ist der für den „Disk Daesang“ (Grand Price, Großer Preis). Alle Preisträger werden von Mitgliedern der K-Pop-Unterhaltungsindustrie bestimmt.
Die Trophäen haben die Form einer Frau, die ein traditionelles koreanisches Instrument spielt. Designer des Awards war der Bildhauer Kim Su-hyeon, ein Professor der Universität Chungbuk.

### Kategorien
Grand Prize
- Album of the Year
- Song of the Year

Main Prize
- Album Bonsang
- Digital Song Bonsang

Weitere Awards
- Rookie Artist Award
- Popularity Award
- Genre awards
- Special awards
- International Recognition Awards
- Special Recognition Golden Disc Awards
- Other awards

## Veranstaltungen der letzten Jahre
| Datum                 | Land                | Veranstaltungsort                                  | Moderatoren                                                                       | Ref.          |
| --------------------- | ------------------- | -------------------------------------------------- | --------------------------------------------------------------------------------- | ------------- |
| 14. Dezember 2006     | Südkorea            | Olympic Park Seoul                                 | Ryu Si-won, Kang Su-jeong                                                         |               |
| 14. Dezember 2007     | Südkorea            | Olympic Park Seoul                                 | Ryu Si-won, Kim Ah-jung                                                           | [ 9 ]         |
| 10. Dezember 2008     | Südkorea            | Olympic Park Seoul                                 | Shin Dong-yup, Park Ji-yoon                                                       |               |
| 10. Dezember 2009     | Südkorea            | Olympic Park Seoul                                 | Kim Seong-joo, Park Ji-yoon                                                       | [ 10 ]        |
| 9. Dezember 2010      | Südkorea            | Hwajeong Gym, Seoul                                | Tak Jae-hoon, Choi Song-hyun                                                      | [ 11 ]        |
| 11. – 12. Januar 2012 | Japan               | Osaka Dome, Osaka                                  | Leeteuk, Gyuri, Hongki, Suzy                                                      | [ 12 ]        |
| 15. – 16. Januar 2013 | Malaysia            | Sepang International Circuit, Kuala Lumpur         | Nicole, Jung Yong-hwa, Dasom, Hongki                                              |               |
| 16. Januar 2014       | Südkorea            | Kyung-Hee-Universität, Seoul                       | Choi Minho, Jung Yong-hwa, Yoon Doo-joon, Taeyeon, Tiffany, Oh Sang-jin           |               |
| 14. – 15. Januar 2015 | Volksrepublik China | Wukesong-Hallenstadion, Peking                     | Tag 1: Kim Sung-joo, Kim Jong-kook, Fei Tag 2: Jun Hyun-moo, Leeteuk, Tiffany     |               |
| 20. – 21. Januar 2016 | Südkorea            | Kyung-Hee-Universität, Seoul                       | Tag 1: Jun Hyun-moo, Kim Jong-kook, Seohyun Tag 2: Jun Hyun-moo, Krystal, Leeteuk |               |
| 13. – 14. Januar 2017 | Südkorea            | Korea International Exhibition Center, Ilsanseo-gu | Tag 1: Hwang Chi-yeul, Seohyun, Jung Yong-hwa Tag 2: Kang So-ra, Sung Si-kyung    | [ 13 ]        |
| 10. – 11. Januar 2018 | Südkorea            | Korea International Exhibition Center, Ilsanseo-gu | Tag 1: Lee Seung-gi, Lee Sung-kyung Tag 2: Kang So-ra, Sung Si-kyung              | [ 14 ]        |
| 5. – 6. Januar 2019   | Südkorea            | Gocheok Sky Dome, Seoul                            | Tag 1: Lee Seung-gi, Park Min-young Tag 2: Kang So-ra, Sung Si-kyung              | [ 15 ]        |
| 4. – 5. Januar 2020   | Südkorea            | Gocheok Sky Dome, Seoul                            | Tag 1: Sung Si-kyung, Lee Da-hee Tag 2: Lee Seung-gi, Park So-dam                 | [ 16 ]        |
| 9. – 10. Januar 2021  | Südkorea            | Korea International Exhibition Center, Ilsanseo-gu | Tag 1: Lee Seung-gi, Park So-dam Tag 2: Sung Si-kyung, Lee Da-hee                 | [ 17 ] [ 18 ] |

## Gewinner der Grand Prizes

### Album des Jahres (Album Daesang)
| Ausgabe | Jahr | Sieger            | Album                    |
| ------- | ---- | ----------------- | ------------------------ |
| 35th    | 2020 | BTS               | Map of the Soul: 7       |
| 34th    | 2019 | BTS               | Map of the Soul: Persona |
| 33rd    | 2018 | BTS               | Love Yourself: Answer    |
| 32nd    | 2017 | BTS               | Love Yourself: Her       |
| 31st    | 2016 | Exo               | Ex’Act                   |
| 30th    | 2015 | Exo               | Exodus                   |
| 29th    | 2014 | Exo               | Overdose                 |
| 28th    | 2013 | Exo               | XOXO                     |
| 27th    | 2012 | Super Junior      | Sexy, Free & Single      |
| 26th    | 2011 | Super Junior      | Mr. Simple               |
| 25th    | 2010 | Girls’ Generation | Oh!                      |
| 24th    | 2009 | Super Junior      | Sorry, Sorry             |
| 23rd    | 2008 | TVXQ              | Mirotic                  |
| 22nd    | 2007 | SG Wannabe        | The Sentimental Chord    |
| 21st    | 2006 | TVXQ              | O-Jung.Ban.Hap.          |
| 20th    | 2005 | SG Wannabe        | Saldaga                  |
| 19th    | 2004 | Lee Soo-young     | The Colors of My Life    |
| 18th    | 2003 | Jo Sung-mo        | A Singer                 |
| 17th    | 2002 | Cool              | Truth                    |
| 16th    | 2001 | g.o.d             | Chapter 4: Road          |
| 15th    | 2000 | Jo Sung-mo        | Let me love              |
| 14th    | 1999 | Jo Sung-mo        | For Your Soul            |
| 13th    | 1998 | Kim Jong-hwan     | For Love                 |
| 12th    | 1997 | H.O.T             | Wolf and Sheep           |
| 11th    | 1996 | Kim Gun-mo        | Exchange Kg. M4          |
| 10th    | 1995 | Kim Gun-mo        | Wrongful Meeting         |
| 9th     | 1994 | Kim Gun-mo        | Excuses                  |
| 8th     | 1993 | Shin Seung-hun    | Because I Love You       |
| 7th     | 1992 | Shin Seung-hun    | Invisible Love           |
| 6th     | 1991 | Kim Hyun-sik      | Kim Hyun Sik Vol.6       |
| 5th     | 1990 | Byeon Jin-seob    | Byeon Jin-Seob 2         |
| 4th     | 1989 | Byeon Jin-seob    | Byeon Jin-Seob           |
| 3rd     | 1988 | Joo Hyun-mi       | Joo Hyun-Mi 2            |
| 2nd     | 1987 | Lee Moon-sae      | When Love Goes Away      |
| 1st     | 1986 | Cho Yong-pil      | Empty Space              |

### Lied des Jahres (Digital Daesang)
| Ausgabe | Jahr | Sieger            | Lied                           |
| ------- | ---- | ----------------- | ------------------------------ |
| 35th    | 2020 | IU                | Blueming                       |
| 34th    | 2019 | BTS               | Boy with Luv                   |
| 33rd    | 2018 | iKon              | Love Scenario                  |
| 32nd    | 2017 | IU                | Through the Night              |
| 31st    | 2016 | Twice             | Cheer Up                       |
| 30th    | 2015 | Big Bang          | Loser                          |
| 29th    | 2014 | Taeyang           | Eyes, Nose, Lips               |
| 28th    | 2013 | Psy               | Gentleman                      |
| 27th    | 2012 | Psy               | Gangnam Style                  |
| 26th    | 2011 | Girls’ Generation | The Boys                       |
| 25th    | 2010 | 2PM               | Can’t Let You Go Even If I Die |
| 24th    | 2009 | Girls’ Generation | Gee                            |
| 23rd    | 2008 | Jewelry           | One More Time                  |
| 22nd    | 2007 | Ivy               | If You’re Gonna Be Like This   |
| 21st    | 2006 | SG Wannabe        | Partner for Life               |

## Main Prizes

### Album Bonsang
| Ausgabe | Jahr | Sieger        | Sieger         | Sieger                                | Sieger                   | Sieger             | Sieger         | Sieger         | Sieger                       | Sieger        | Sieger                   | Sieger         |       |
| ------- | ---- | ------------- | -------------- | ------------------------------------- | ------------------------ | ------------------ | -------------- | -------------- | ---------------------------- | ------------- | ------------------------ | -------------- | ----- |
| 35th    | 2020 | NCT           | Exo            | Baekhyun                              | NCT 127                  | Twice              | TXT            | Seventeen      | Got7                         | BTS           | Blackpink                | —              |       |
| 34th    | 2019 | Super Junior  | Exo-SC         | Baekhyun                              | NCT Dream                | Twice              | Monsta X       | Seventeen      | Got7                         | BTS           | NU'EST                   | —              |       |
| 33rd    | 2018 | Wanna One     | Exo            | Jonghyun                              | NCT 127                  | Twice              | Monsta X       | Seventeen      | Got7                         | BTS           | NU'EST W                 | —              |       |
| 32nd    | 2017 | Super Junior  | Exo            | Hwang Chi Yeul                        | Girls’ Generation        | Twice              | Monsta X       | Seventeen      | Got7                         | BTS           | NU'EST W                 | Taeyeon        |       |
| 31st    | 2016 | Taemin        | Exo            | Shinee                                | VIXX                     | Infinite           | Monsta X       | Seventeen      | Got7                         | BTS           | —                        | —              |       |
| 30th    | 2015 | Super Junior  | Exo            | Shinee                                | VIXX                     | Jonghyun           | CNBLUE         | Beast          | f(x)                         | BTS           | Apink                    | —              |       |
| 29th    | 2014 | Super Junior  | Exo            | Girls’ Generation-TTS                 | Girls’ Generation        | Infinite           | CNBLUE         | Taemin         | B1A4                         | BTS           | Apink                    | VIXX           |       |
| 28th    | 2013 | f(x)          | Exo            | Shinee                                | Girls’ Generation        | Infinite           | Cho Yong-pil   | Beast          | B1A4                         | —             | —                        | —              |       |
| 27th    | 2012 | Super Junior  | Kara           | Shinee                                | F.T. Island              | Infinite           | CNBLUE         | Beast          | B1A4                         | 4Minute       | —                        | —              |       |
| 26th    | 2011 | Super Junior  | Kara           | MBLAQ                                 | Jay Park                 | Infinite           | CNBLUE         | Beast          | f(x)                         | —             | —                        | —              |       |
| 25th    | 2010 | Super Junior  | BoA            | Shinee                                | Girls’ Generation        | DJ DOC             | —              | —              | —                            | —             | —                        | —              |       |
| 24th    | 2009 | Super Junior  | 2PM            | Drunken Tiger                         | Lee Seung-chul           | SG Wannabe         | —              | —              | —                            | —             | —                        | —              |       |
| 23rd    | 2008 | Rain          | Kim Dong-ryul  | Brown Eyed Girls                      | Shinhwa                  | SG Wannabe         | Jewelry        | TVXQ           | —                            | —             | —                        | —              |       |
| 22nd    | 2007 | Super Junior  | Yangpa         | Epik High                             | Wheesung                 | SG Wannabe         | Shin Hye-sung  | Big Bang       | —                            | —             | —                        | —              |       |
| 21st    | 2006 | VIBE          | MC the Max     | Shin Seung-hun                        | Shinhwa                  | SG Wannabe         | Fly to the Sky | TVXQ           | Son Ho-young                 | Buzz          | Kim Jong-Kook            | —              |       |
| 20th    | 2005 | MC Mong       | Koyote         | Jo Sung-mo                            | Wheesung                 | SG Wannabe         | Shin Hye-sung  | g.o.d          | Lee Min-woo                  | Buzz          | Kim Jong-kook            | —              | —     |
| 19th    | 2004 | Lee Soo-young | Koyote         | Shin Seung-hun                        | Wheesung                 | MC the Max         | Gummy          | Lee Seung-chul | Seven                        | Rain          | Shinhwa                  | —              | —     |
| 18th    | 2003 | Lee Soo-young | Koyote         | Jo Sung-mo                            | Wheesung                 | Cool               | Fly to the Sky | NRG            | Wax                          | Lee Hyori     | Shinhwa                  | —              | —     |
| 17th    | 2002 | Lee Soo-young | Koyote         | Shin Seung-hun                        | Park Hyo-shin            | Cool               | Sung Si-kyung  | Jang Na-ra     | Wax                          | Kangta        | Shinhwa                  | —              | —     |
| 16th    | 2001 | Im Chang-jung | Koyote         | Park Jin-young                        | Kim Gun-mo               | Cool               | Position       | Lee Ki-chan    | Wax                          | Kangta        | Shinhwa                  | —              | —     |
| 15th    | 2000 | Kim Hyun-jung | Park Ji-yoon   | Shin Seung-hun                        | g.o.d                    | Fin.K.L            | Hong Kyung-min | Tae Jin-ah     | Lee Jung-hyun                | Uhm Jung-hwa  | Jo Sung-mo               | Yoo Seung-jun  | Turbo |
| 14th    | 1999 | Kim Hyun-jung | Sechs Kies     | H.O.T                                 | S.E.S                    | Fin.K.L            | Seol Woon-do   | Choi Yu-na     | Song Dae-kwan                | Uhm Jung-hwa  | Jo Sung-mo               | Yoo Seung-jun  | —     |
| 13th    | 1998 | Kim Hyun-jung | Sechs Kies     | H.O.T                                 | Kim Gun-mo               | Shin Seung-hun     | Seol Woon-do   | Tae Jin-ah     | Kim Kyung-ho                 | Uhm Jung-hwa  | Turbo                    | Kim Jong-hwan  | —     |
| 12th    | 1997 | Im Chang-jung | Sechs Kies     | H.O.T                                 | Carnival                 | Clon               | Seol Woon-do   | UP             | Kim Kyung-ho                 | Lee Ji-hoon   | Turbo                    | Yoo Seung-jun  | —     |
| 11th    | 1996 | Noise         | Shin Seung-hun | Jo Kwan-woo                           | Kim Gun-mo               | Clon               | Seol Woon-do   | Choi Baek-ho   | Park Mi-kyung                | Panic         | Turbo                    | —              | —     |
| 10th    | 1995 | Noise         | Kim Jong-seo   | R.ef                                  | Kim Gun-mo               | Clon               | Seol Woon-do   | Tae Jin-ah     | Park Mi-kyung                | Shin Hyo-beom | Solid                    | —              | —     |
| 9th     | 1994 | Kim Won-jun   | Shin Seung-hun | Boohwal                               | Kim Gun-mo               | Seo Taiji and Boys | Seol Woon-do   | Kim Hyeon-chul | Lim Ju-ri                    | Shin Hyo-beom | Choi Yoo-na              | —              | —     |
| 8th     | 1993 | Kim Won-jun   | Shin Seung-hun | 015B                                  | Kim Gun-mo               | Seo Taiji and Boys | Seol Woon-do   | Kim Soo-hee    | Kim Jeong-soo                | Shin Hyo-beom | Lee Moon-sae             | Lee Seung-hwan | —     |
| 7th     | 1992 | Kim Wan-sun   | Shin Seung-hun | 015B                                  | Bom Yeoreum Gaeul Kyeoul | Seo Taiji and Boys | Seol Woon-do   | Noh Sa-yeon    | Yang Soo-kyung               | Yoon Sang     | Lee Seun-hwan, Oh Tae-ho | The Blue SKy   | —     |
| 6th     | 1991 | Kim Wan-sun   | Shin Seung-hun | Kim Hyun-sik                          | Min Hae-kyung            | Kim Ji-ae          | Lee Sang-woo   | Noh Sa-yeon    | Yang Soo-kyung               | Kim Jong-seo  | Lee Seun-hwan            | Hyun Chul      | —     |
| 5th     | 1990 | Kim Wan-sun   | Joo Hyun-mi    | Kang In-won, Kwon In-ha, Kim Hyun-sik | Min Hae-kyung            | Na-mi              | Byun Ji-sub    | Tae Jin-ah     | Shin Hae-chul                | Lee Sun-hee   | Kim Min-woo              | Hyun Chul      | —     |
| 4th     | 1989 | Moon Hee-ok   | Joo Hyun-mi    | Cho Deok-bae                          | Min Hae-kyung            | Joo Ha-moon        | Byun Ji-sub    | Tae Jin-ah     | Yang Soo-kyung               | Lee Sun-hee   | Lee Seung-chul           | Hyun Chul      | —     |
| 3rd     | 1988 | Kim Jong-chan | Joo Hyun-mi    | Kim Hyun-sik                          | Min Hae-kyung            | Lee Nam-yi         | Jung Su-ra     | Jeon Young-rok | Lee Chi-hyun and His Friends | Lee Sun-hee   | Lee Moon-sae             | Choi Sang-soo  | —     |
| 2nd     | 1987 | Kim Wan-sun   | Joo Hyun-mi    | Koo Chang-moo                         | Min Hae-kyung            | Na-mi              | Friends        | Kim Byeong-rok | Choi Jin-hee                 | Lee Sun-hee   | Lee Moon-sae             | Choi Sang-soo  | —     |
| 1st     | 1986 | Deulgukhwa    | Joo Hyun-mi    | Koo Chang-moo                         | Min Hae-kyung            | Lee Kwang-jo       | Cho Yong-pil   | Kim Soo-hee    | Choi Jin-hee                 | Lee Sun-hee   | Lee Moon-sae             | —              | —     |

### Digital Bonsang
| Ausgabe | Jahr | Sieger            | Sieger           | Sieger         | Sieger  | Sieger        | Sieger          | Sieger     | Sieger         | Sieger        | Sieger           | Sieger |
| ------- | ---- | ----------------- | ---------------- | -------------- | ------- | ------------- | --------------- | ---------- | -------------- | ------------- | ---------------- | ------ |
| 35th    | 2020 | Blackpink         | IU               | Oh My Girl     | Mamamoo | Hwasa         | BTS             | Zico       | Noel           | Red Velvet    | Itzy             | —      |
| 34th    | 2019 | Jennie            | Chungha          | Paul Kim       | AKMU    | Twice         | BTS             | MC the Max | Taeyeon        | Jannabi       | Itzy             | —      |
| 33rd    | 2018 | Blackpink         | Chungha          | Bolbbalgan4    | Mamamoo | Twice         | BTS             | Roy Kim    | Momoland       | iKon          | Big Bang         | —      |
| 32nd    | 2017 | Blackpink         | IU               | Bolbbalgan4    | AKMU    | Twice         | BTS             | Winner     | Yoon Jong-shin | Red Velvet    | Big Bang         | Heize  |
| 31st    | 2016 | GFriend           | Lee Hi           | Urban Zakapa   | Mamamoo | Twice         | Suzy & Baekhyun | Zico       | Taeyeon        | Im Chang-jung | —                | —      |
| 30th    | 2015 | Girls’ Generation | EXID             | AOA            | Zion.T  | J.Y. Park     | Sistar          | Kyuhyun    | Taeyeon        | Red Velvet    | Big Bang         | —      |
| 29th    | 2014 | Beast             | Taeyang          | AOA            | K.Will  | Girl’s Day    | Sistar          | Ailee      | Hyuna          | Epik High     | Soyou & Junggigo | —      |
| 28th    | 2013 | Psy               | 4Minute          | Lee Seung Chul | CNBLUE  | Davichi       | Sistar          | Ailee      | 2NE1           | Apink         | —                | —      |
| 27th    | 2012 | Psy               | T-ara            | G-Dragon       | K.Will  | miss A        | Sistar          | Secret     | 2NE1           | Huh Gak       | Big Bang         | f(x)   |
| 26th    | 2011 | Girls’ Generation | 4Minute          | G.NA           | K.Will  | miss A        | Sistar          | Secret     | CNBLUE         | —             | —                | —      |
| 25th    | 2010 | 2AM               | IU               | Lee Seung-gi   | CNBLUE  | miss A        | —               | —          | —              | —             | —                | —      |
| 24th    | 2009 | Girls’ Generation | Son Dam-bi       | Lee Seung-gi   | Davichi | Baek Ji-young | —               | —          | —              | —             | —                | —      |
| 23rd    | 2008 | MC Mong           | Brown Eyed Girls | Wonder Girls   | —       | —             | —               | —          | —              | —             | —                | —      |
| 22nd    | 2007 | SeeYa             | Ivy              | Wonder Girls   | —       | —             | —               | —          | —              | —             | —                | —      |

## Statistik / Rekorde

### Häufigste Grand Prizes
| Awards | Künstler          |
| ------ | ----------------- |
| 5      | BTS               |
| 4      | Exo               |
| 3      | Girls’ Generation |
| 3      | Jo Sung-mo        |
| 3      | Kim Gun-mo        |
| 3      | SG Wannabe        |
| 3      | Super Junior      |
| 2      | Byeon Jin-seob    |
| 2      | Psy               |
| 2      | Shin Seung-hun    |
| 2      | TVXQ              |
| 2      | IU                |

### Häufigste Awards insgesamt
| Awards | Künstler          |
| ------ | ----------------- |
| 24     | BTS               |
| 20     | Super Junior      |
| 18     | Exo               |
| 15     | Girls’ Generation |
| 15     | CNBLUE            |
| 13     | Shinee            |
| 12     | Beast             |
| 12     | Shin Seung-hun    |
| 12     | Twice             |

## Ähnliche Awards
- MAMA Awards (Mnet Asian Music Awards)